# Het gezin van Paemel (film)
Het gezin van Paemel is een Vlaamse film uit 1986, gebaseerd op het gelijknamige toneelstuk uit 1903 van Cyriel Buysse. Het scenario werd geschreven door Hugo Claus en de regie was in handen van Paul Cammermans.

## Rolverdeling
| Acteur            | Personage          |
| ----------------- | ------------------ |
| Senne Rouffaer    | Boer Van Paemel    |
| Chris Boni        | Boerin Van Paemel  |
| Ronny Waterschoot | Eduard Van Paemel  |
| Marc Van Eeghem   | Kamiel Van Paemel  |
| Marijke Pinoy     | Romanie Van Paemel |
| Jos Verbist       | Désiré Van Paemel  |
| Camilia Blereau   | Danielle           |
| Jan Decleir       | Masco              |
| Ille Geldhof      | Cordule Van Paeme  |
| Karel Deruwe      | Rijkswachter       |
| Frank Aendenboom  | Rentmeester        |
| Jenny Tanghe      | Kokkin             |
| Walter Claessens  | Baron de Wilde     |
| Andrea Domburg    | Barones de Wilde   |
| Thom Hoffman      | Maurice de Wilde   |

## Verhaal
De film speelt zich af aan het einde van de negentiende eeuw. Vader Van Paemel is boer op één van de hoeves van baron De Wilde. Tijdens een mondaine jachtpartij op het landgoed van de baron wordt de zachtaardige Désiré Van Paemel zo zwaar verwond dat hij invalide blijft. Eduard, de oudste zoon, neemt actief deel aan de stakingen in de stad en is lid van de socialistische arbeidersbeweging. Tegen de zin van boer Van Paemel heeft de oudste dochter, Cordule, een verhouding met vrijbuiter en stroper Masco en wordt de jongste dochter, Romanie, gedwongen als dienstmeid op het kasteel te gaan werken. Daar wordt ze verleid door Maurice, de zoon van de baron. Wanneer ook Kamiel de hoeve verlaat, omdat hij onder de wapens wordt geroepen, gaat het door gebrek aan voldoende werkkrachten steeds slechter op de boerderij.